# Нишавский округ
Ниша́вский о́круг (серб. Нишавски управни округ) — округ в юго-восточной части Сербии, относится к статистическому региону Южная и Восточная Сербия.

## Административное деление
Территория округа поделена на 11 общин:
- Алексинац
- Сврльиг
- Мерошина
- Ражань
- Дольевац
- Гаджин-Хан
- Медиана
- Нишка-Баня
- Палилула
- Пантелей
- Црвени-Крст

## Население
На территории округа проживает 351 676 сербов (93,5 %), 11 499 цыган (3,1 %), 991 болгар (0,3 %) и другие народы (2011).